# Diócesis de las Fuerzas Armadas Francesas
La diócesis de las Fuerzas Armadas Francesas u ordinariato militar de Francia en francés: Diocèse aux Armées françaises es una circunscripción eclesiástica de la Iglesia católica en Francia. Se trata de un ordinariato militar latino, inmediatamente sujeto a la Santa Sede. Desde el 28 de junio de 2017 el ordinario militar es el obispo Antoine de Romanet de Beaune.

## Territorio y organización
El ordinariato militar tiene jurisdicción personal peculiar ordinaria y propia sobre los fieles católicos militares de rito latino (y otros fieles definidos en los estatutos), incluso si se hallan fuera de las fronteras del país, pero los fieles continúan siendo feligreses también de la diócesis y parroquia de la que forman parte por razón del domicilio o del rito, pues la jurisdicción es cumulativa con el obispo del lugar. Los cuarteles y los lugares reservados a los militares están sometidos primera y principalmente a la jurisdicción del ordinario militar, y subsidiariamente a la jurisdicción del obispo diocesano cuando falta el ordinario militar o sus capellanes. El ordinariato tiene su propio clero, pero los obispos diocesanos le ceden sacerdotes para llevar adelante la tarea de capellanes militares de forma exclusiva o compartida con las diócesis. 
La sede del ordinariato militar se encuentra en la ciudad de París, en donde se halla la Catedral de San Luis de los Inválidos en el Hôtel des Invalides.
En 2021 en el ordinariato militar existían 212 parroquias.
El ordinariato se divide en 4 vicariatos, correspondientes a los cuatro cuerpos militares de las Fuerzas Armadas francesas: Ejército de Tierra, Marina Nacional, Ejército del Aire y del Espacio y Gendarmería Nacional. A estos vicarios se añade un vicario general.

## Historia
El capellán militar más antiguo conocido es Sulpicio Pío, archidiácono de Bourges, que fue llamado a la corte de Clotario II, rey de los francos "para cumplir en los campamentos del rey la función de abad para la salvación de su persona y la de su ejército". Al no ser aún obispo, quisieron que tuviera un título superior al de archidiácono y eligieron el nombre de abbas in castris (abad de los campos) para distinguirlo de los abades religiosos. Su misión era conservar y hacer lucir el manto de san Martín ante las tropas (de ahí el nombre de capellán: quien guardaba la capa) y distribuir las limosnas del rey (de ahí el nombre de limosnero). La primera capellanía militar organizada data del edicto de Carlomán del año 742. 
En 1543 el rey Francisco I de Francia estableció la Gran Capellanía de Francia. Este cargo, que hasta entonces se refería al servicio de la capilla del rey, vio, durante los reinados siguientes, ampliarse y multiplicarse sus atribuciones: jurisdicción material y espiritual sobre hospitales, enfermerías y otros lugares del reino, pero también jurisdicción espiritual sobre los ejércitos.
La ley del 8 de julio de 1880 sigue siendo la base jurídica de las capellanías católicas, protestantes, judías y musulmanas de los ejércitos franceses.
El vicariato de los Ejércitos Franceses fue erigido el 26 de julio de 1952 con el decreto Obsecundare Votis de la Congregación Consistorial. Reunió a las capellanías de los Ejércitos de Tierra, Aire y Mar bajo la autoridad del cardenal arzobispo de París.
En 1967 el vicariato de los Ejércitos Franceses se independizó del arzobispo de París, siendo el vicario un obispo.
Mediante la promulgación de la constitución apostólica Spirituali militum curae por el papa Juan Pablo II el 21 de abril de 1986 los vicariatos militares fueron renombrados como ordinariatos militares o castrenses y equiparados jurídicamente a las diócesis. Cada ordinariato militar se rige por un estatuto propio emanado de la Santa Sede y tiene a su frente un obispo ordinario nombrado por el papa teniendo en cuenta los acuerdos con los diversos Estados. De esta forma se constituyó el ordinariato militar de Francia. 
En virtud de los estatutos, aprobados por la Santa Sede el 5 de mayo de 2012, el ordinariato militar en Francia se conoce también con el nombre de Diocèse aux Armées françaises.

## Estadísticas
Según el Anuario Pontificio 2022 el ordinariato militar en 2021 tenía 129 sacerdotes, 9 diáconos permanentes y 58 religiosos.
| Año                                                                             | Población            | Población | Población      | Sacerdotes | Sacerdotes    | Sacerdotes    | Bautizados por sacerdote | Diáconos permanentes | Religiosos | Religiosos | Parroquias |
| Año                                                                             | Bautizados católicos | Total     | % de católicos | Total      | Clero secular | Clero regular | Bautizados por sacerdote | Diáconos permanentes | Varones    | Mujeres    | Parroquias |
| ------------------------------------------------------------------------------- | -------------------- | --------- | -------------- | ---------- | ------------- | ------------- | ------------------------ | -------------------- | ---------- | ---------- | ---------- |
| 1999                                                                            |                      |           |                | 205        | 161           | 44            |                          | 19                   | 44         | 3          |            |
| 2000                                                                            |                      |           |                | 199        | 155           | 44            |                          | 21                   | 44         | 3          |            |
| 2001                                                                            |                      |           |                | 179        | 135           | 44            |                          | 20                   | 44         | 3          |            |
| 2002                                                                            |                      |           |                | 190        | 146           | 44            |                          | 18                   | 44         | 2          |            |
| 2003                                                                            |                      |           |                | 135        | 125           | 10            |                          | 20                   | 10         | 2          |            |
| 2004                                                                            |                      |           |                | 184        | 145           | 39            |                          | 19                   | 39         | 2          |            |
| 2013                                                                            |                      |           |                | 147        | 113           | 34            |                          | 27                   | 34         |            |            |
| 2016                                                                            |                      |           |                | 152        | 120           | 32            |                          | 25                   | 32         |            |            |
| 2019                                                                            |                      |           |                | 161        | 130           | 31            |                          | 19                   | 62         | 1          | 212        |
| 2021                                                                            |                      |           |                | 129        | 101           | 28            |                          | 9                    | 58         |            | 212        |
| Fuente: Catholic-Hierarchy, que a su vez toma los datos del Anuario Pontificio. |                      |           |                |            |               |               |                          |                      |            |            |            |

## Episcopologio
- Maurice Feltin † (29 de octubre de 1949-1 de diciembre de 1966 retirado)
- Pierre Marie Joseph Veuillot † (1 de diciembre de 1966-15 de abril de 1967 renunció)
- Jean-Marie-Clément Badré † (15 de mayo de 1967-10 de diciembre de 1969 nombrado obispo de Bayeux)
- Gabriel Marie Étienne Vanel † (21 de abril de 1970-12 de febrero de 1983 renunció)
- Jacques Louis Marie Joseph Fihey † (12 de febrero de 1983-22 de abril de 1989 nombrado obispo de Coutances)
- Michel Marie Jacques Dubost, C.I.M. (9 de agosto de 1989-15 de abril de 2000 nombrado obispo de Évry-Corbeil-Essonnes)
- Patrick Le Gal (23 de mayo de 2000-7 de octubre de 2009 nombrado obispo auxiliar de Lyon[nota 1])
- Luc Ravel, C.R.S.V. (7 de octubre de 2009-18 de febrero de 2017 nombrado arzobispo de Estrasburgo)
- Antoine de Romanet de Beaune, desde el 28 de junio de 2017